# Чатино (язык)
Чатино — индейский язык Мезоамерики, или на самом деле небольшие семьи языков, которые классифицируются под сапотекской ветвью языков ото-мангской языковой семьи. На нём изначально говорили около 40 000 человек народа чатино, общины которого расположены в южной части мексиканского штата Оахака.
Чатино имеют тесные культурные и лингвистические связи с сапотеками, чья языковая форма в другой ветви сапотекской языковой семьи. Чатино называют свой язык как cha’cña, что в переводе значит «сложное слово». Он признан в качестве национального языка в Мексике.

## Разновидности
- Восточный горный чатино (Chatino de la Zona Alta Oriental, Chatino Oriental Alto, Lachao-Yolotepec Chatino, Sierra Oriental Chatino) распространён в деревнях Лачао-Пуэбло-Нуэво и Санта-Мария-Йолотепек на юго-востоке штата Оахака. Один диалект. Письменность на латинской основе.
- Западный горный чатино (Cha’t-An, Chatino Central, Chatino de la Zona Alta Occidental, Sierra Occidental Chatino) распространён в деревнях Амиальтепек, Икспантепек, Истапан, Тепенистлауака, в городах Панистлауака, Сан-Хуан-Киайхе, Яйтепек округа Хукила на юго-западе штата Оахака. Имеемт диалекты панистлауакский, сан-хуан-киайхе, яйтепекский. Письменность на латинской основе.
- Нопаланский чатино (Chatino Oriental Bajo) распространён в общинах Атотонилько, Сан-Габриэль-Мистепек, Сан-Мария-Магдалена-Тильтепек, Сан-Мария-Техмаскальтепек, Сантос-Рейес-Нопала, Сантьяго-Куистла, Серро-эль-Айре, Теотепек округа Хукила на юго-востоке штата Оахака. Письменность на латинской основе.
- Сакатепекский чатино (Chatino de San Marcos Zacatepec, Chatino de Zacatepec) распространён в деревнях Сан-Маоркос-Сакатепек и Хукила на юго-востоке штата Оахака. Письменность на латинской основе.
- Сенсонтепекский чатино (Chatino Occidental Alto, Northern Chatino) распространён в муниципалитетах Сан-Хасинто-Тлакотепек, Санта-Крус-Сенсонтепек (бывшем Санта-Мария-Тлапаналькиауитл) округа Хукила на юго-востоке штата Оахака. Письменность на латинской основе.
- Татальтепекский чатино (Chatino Occidental Bajo, Lowland Chatino) распространён в городах Сан-Педро-Тутутепек и Татальтепек-де-Вальдес на территории крайней западной низменности чатино округа Хукила на юго-западе штата Оахака. Некоторые распространены в ближайших испанских центрах. Письменность на латинской основе.

## Фонология и орфография
Яйтепекский чатино имеет следующие фонематические согласные (Прайд, 1965):
| p, b | t, d    | k, ɡ | ʔ |
| w    | s, ʃ    |      | h |
| m    | n       |      |   |
|      | l, r, j |      |   |

Существует 5 щумных гласных /i e a o u/ и 4 носовых /ĩ ẽ õ ũ/.
Раш (2002) сообщает о 10 различных тонах в яйтепекском диалекте: высокий /1/, средний /2/, нижне-средний /3/, и низкий /4/. Есть также 2 возрастающих тона (/21/ и /32/) и 3 понижающихся тонов (/12/, /23/, /34/), а также более ограниченный падающий тон /24/, найденный в нескольких лексических элементах и нескольких заканчивающихся формах глаголов.
Существует разная практическая орфография для чатино, наибольшее воздействие испанской орфографии. x представляет собой /ʃ/, ch = /tʃ/, а /k/ пишется как c перед /a, o, u/, а qu перед /i, e/.